# Midrás
Midrás (héb. szó, a „deras” gyökből, a. m. „tanulmányozás”, „nyomozás”), a, zsidó bibliaexegetika eredeti, ókori formája s az ezt felölelő rendkívül kiterjedt Midrás-irodalom elnevezése.
A Midrásnak két típusa van: Midrás Haggáda a prédikáció vonatkozásait a bibliai szövegből vezeti le; a Midrás Háláchá törvényeket vezet le belőle. Amikor az emberek a midrás szót használják, általában a prédikációra gondolnak. A rabbik azt hitték, hogy a Tórában minden szó Istentől származik, ezért egyetlen szót sem tekintettek feleslegesnek. Amikor egy feleslegesnek tűnő szóra vagy kifejezésre bukkantak, megpróbálták megérteni, milyen új gondolatot vagy árnyalatot akar a Biblia közvetíteni a használatával. A midrás azon igen régi hiten alapszik, hogy nincs felesleges szó, s annak magyarázatáról a szóbeli hagyomány gondoskodott, mely egyenesen Mózes koráig megy vissza.
A midrás kifejezés legrégebben a II. Krón. 13. 22. és 24. 27-ben fordul elő.  A midrás már az igen régi korban is, ellentétben a szó szerinti interpretációt jelölő pesattal (פשט), a betű szerinti értelmen túl a Szentírás szellemébe behatoló exegézist jelölte, azt, amely a szöveget minden oldalról megvilágítani kívánta.
Maimonidész szerint a midrás a Háláchá terméke, Nahmanidész pedig éppen megfordítva vélte.
A Midrás története három korszakra osztható: 
- a Szóferek (másolók),
- Tannak
- Amorák korára.

Midrás Haggada (Hagódó) moralizáló tartalmú midrás, mely felöleli, magyarázza, illusztrálja etikai alapon és célzattal a Biblia nem legális vonatkozásait. Az arámi agada vagy héber „haggada” (többesben „haggadósz”) szó eredetileg a Szentírás realizálását jelentette, tágabb értelemben pedig a Biblia exegetálását.

## Lásd még
- Talmud
- Gemára
- Hagada
- Középkori zsidó irodalom